# (73050) 2002 EQ121
(73050) 2002 EQ121 – planetoida z pasa głównego asteroid okrążająca Słońce w ciągu 4,01 lat w średniej odległości 2,52 j.a. Odkryta 11 marca 2002 roku.